# Obrządek
Obrządek (także ryt liturgiczny albo liturgia) – utrwalony specyficzny sposób sprawowania liturgii, charakterystyczny dla danego regionu.
W chrześcijaństwie obrządek stanowi odzwierciedlenie duchowości – nauki, tradycji – danego kościoła sui iuris, ich zewnętrzną formę. Pojęcie obrządku obejmuje zazwyczaj również rozwiązania z zakresu organizacji kościoła, organizacji roku liturgicznego i podobnych zagadnień.
Kościół katolicki z założenia dopuszcza wielość obrządków, o ile tylko wyrastają one z tradycji danego Kościoła partykularnego i nie sprzeciwiają się nauce katolickiej. Świadectwem tego podejścia jest obowiązywanie w Kościele katolickim odrębnego Kodeksu kanonów Kościołów wschodnich. Konsekwencją jest to, że osoba konwertująca na katolicyzm nie powinna zmieniać obrządku, ale wręcz pielęgnować go nadal, o ile tylko dany obrządek funkcjonuje w Kościele katolickim.
Obrządku nie należy mylić z językiem, w którym jest sprawowana liturgia, ani z wyznaniem, któremu służy. Dane wyznanie może znać wiele obrządków, z których każdy może być odprawiany w wielu językach. Stosowanie określonego języka może stać się integralną częścią obrządku (język liturgiczny), jak również wyznanie może stosować wyłącznie jeden obrządek, nie są to jednak sytuacje typowe. Często natomiast zdarza się, że różne wyznania używają tego samego obrządku (z drobnymi – formalnie – różnicami wynikającymi z odmiennej doktryny). Najlepszymi przykładami są tu Kościół katolicki obrządku koptyjskiego i przedchalcedoński Koptyjski Kościół Ortodoksyjny, używające tego samego obrządku koptyjskiego. Powszechnie popełnianym błędem przy klasyfikacji obrządków jest ich utożsamianie z językami, w których są sprawowane, co prowadzi do wyodrębnienia nieistniejących w rzeczywistości obrządków typu „rosyjskiego” czy „ukraińskiego”. Dodatkową komplikację we właściwym rozróżnianiu poszczególnych obrządków stanowi często spotykane zbiorcze określenie obrządków Wschodu jako „rytu greckiego”, co jest dużym uproszczeniem. Tak samo potoczny charakter mają określenia typu „obrządek wschodni” bądź „zachodni”.
Same obrządki czasem ulegają zmianom, czego przykładem może być gruntowna reforma obrządku rzymskiego dokonana przez papieża Pawła VI.
W liturgice wyróżnia się następujące ryty (obrządki, liturgie):
- w ramach rodziny antiocheńskiej:
  - liturgia asyryjskochaldejska,
  - liturgia syromalabarska,
  - liturgie typu zachodniosyryjskiego (liturgia syroantiocheńska, liturgia maronicka, liturgia armeńska, liturgia bizantyjska),
- w ramach rodziny aleksandryjskiej:
  - liturgia koptyjska,
  - liturgia etiopska,
  - liturgia jerozolimska,
- w ramach rodziny zachodniej:
  - liturgia północnoafrykańska,
  - liturgia rzymska,
    - zwyczajna forma rytu rzymskiego
    - nadzwyczajna forma rytu rzymskiego

  - liturgia ambrozjańska,
  - liturgia galijska,
  - liturgia hiszpańska (wizygocka, mozarabska),
  - liturgia celtycko-irlandzko-anglosaska,
  - liturgia lyońska.